# Alex D. Linz
Alexander David Linz (Santa Barbara, 3 gennaio 1989) è un attore statunitense.
È noto per aver preso parte a numerosi film e telefilm già da bambino e poi da ragazzo, come Febbre d'amore, Mamma, ho preso il morbillo, Bounce, Un giorno... per caso, Max Keeble alla riscossa.

## Biografia
È figlio di Daniel Linz, professore universitario di Psicologia, e Deborah Baltaxe, avvocato (ora divorziati).
La sua carriera cinematografica è iniziata nel 1994 all'età di 5 anni, in un episodio della serie televisiva Cybill. Successivamente è apparso in numerose produzioni televisive, ed è stato scelto per il ruolo di Sammy Parker nel film del 1996 Un giorno... per caso. Nel 1997 Linz ha preso il posto di Macaulay Culkin come attore protagonista del terzo film della serie Home Alone, ovvero Mamma, ho preso il morbillo, e ha dato la voce al giovane Tarzan nella versione animata originale del 1999.
Linz ha poi avuto diversi ruoli in film indirizzati a un pubblico giovane, tra cui la commedia del 2001 Max Keeble alla riscossa, nella quale ha interpretato il ruolo da protagonista, Avventura nello spazio, e il film per Disney Channel del 2003 Miracolo a tutto campo, nel quale ha interpretato il capitano di una squadra di basket in una scuola ebrea.
Ha poi frequentato l'Alexander Hamilton High School di Los Angeles.
Da ricordare inoltre i suoi ruoli in La banda del porno - Dilettanti allo sbaraglio! (2005) e Choose Connor (2007).
Ha successivamente lasciato lo showbusiness frequentando STS - Scienza, Tecnologia e Società all'Università della California di Berkeley, e partecipando anche al gruppo di improvvisazione comica Jericho!. Nel 2011 si è laureato. In seguito è passato all'UCLA, conseguendo nel 2017 il M.U.R.P. - Master of Urban and Regional Planning (Master in Pianificazione Urbanistica e Regionale).

## Filmografia parziale

### Cinema
- Un giorno... per caso (One Fine Day), regia di Michael Hoffman (1996)
- Mamma, ho preso il morbillo (Home Alone 3), regia di Raja Gosnell (1997)
- Mamma mi sono persa il fratellino! (My Brother the Pig), regia di Erik Fleming (1999)
- Bruno, regia di Shirley MacLaine (2000)
- Bounce, regia di Don Roos (2000)
- Max Keeble alla riscossa (Max Keeble's Big Move), regia di Tim Hill (2001)
- Avventura nello spazio (Race to Space), regia di Sean McNamara (2001)
- La banda del porno - Dilettanti allo sbaraglio! (The Moguls), regia di Michael Traeger (2005)
- Order Up - cortometraggio (2007)
- Choose Connor, regia di Luke Eberl (2007)

### Televisione
- Febbre d'amore (The Young and the Restless) – soap opera (1995)
- Una bionda per papà (Step by Step) – serie TV, episodio "The Flight Before Christmas" (1995)
- E.R. - Medici in prima linea (ER) – serie TV, 1 episodio (2000)
- Uno scimpanzé di... famiglia (The Jennie Project), regia di Gary Nadeau – film TV (2001)
- Providence – serie TV, 21 episodi (2001 - 2002)
- Exit 9 – film TV (2003)
- Miracolo a tutto campo (Full-Court Miracle), regia di Stuart Gillard – film TV (2003)

### Doppiatore
- Tarzan, regia di Chris Buck e Kevin Lima (1999)
- Titan A.E., regia di Don Bluth e Gary Goldman (2000)

## Doppiatori italiani
- Letizia Ciampa ne Un giorno... per caso
- Alessio Ward in Mamma, ho preso il morbillo
- Ilaria Stagni in Bounce
- Gabriele Patriarca in Avventura nello spazio
- Simone Lupinacci ne La banda del porno - Dilettanti allo sbaraglio
- Flavio Aquilone in Miracolo a tutto campo

Da doppiatore è sostituito da:
- Alessio Ward in Tarzan[1], Titan A.E.[2]
- Gaia Bolognesi in Hey Arnold!